# گوستاو ابرهارد
 گوستاو ابرهارد (انگلیسی: Gustav Eberhard؛ زاده ۱۸۶۷ درگذشته ۱۹۴۰) یک فیزیک‌دان اهل آلمان بود.